# جاك روبي (ملحن)
جاك روبي (بالإنجليزية: Jack Ruby)‏ هو ملحن ومنتج أسطوانات جامايكي، ولد في القرن العشرين، وتوفي في 1 أبريل 1989.

## وصلات خارجية
- جاك روبي على موقع ميوزك برينز (الإنجليزية)
- جاك روبي على موقع أول ميوزيك (الإنجليزية)
- جاك روبي على موقع ديسكوغز (الإنجليزية)